# 伊夫
伊夫（法語：Ifs，法語發音：[if] ⓘ），法国西北部城市，诺曼底大区卡尔瓦多斯省的一个市镇，隶属于卡昂区，其市镇面积为9.1平方公里，2022年1月1日时人口数量为11,868人，在法国城市中排名第852位。
伊夫位于卡尔瓦多斯省中部，卡昂市区正南方向，是卡昂的一个近郊卫星城，通过有轨电车连接卡昂市区。

## 地名来源

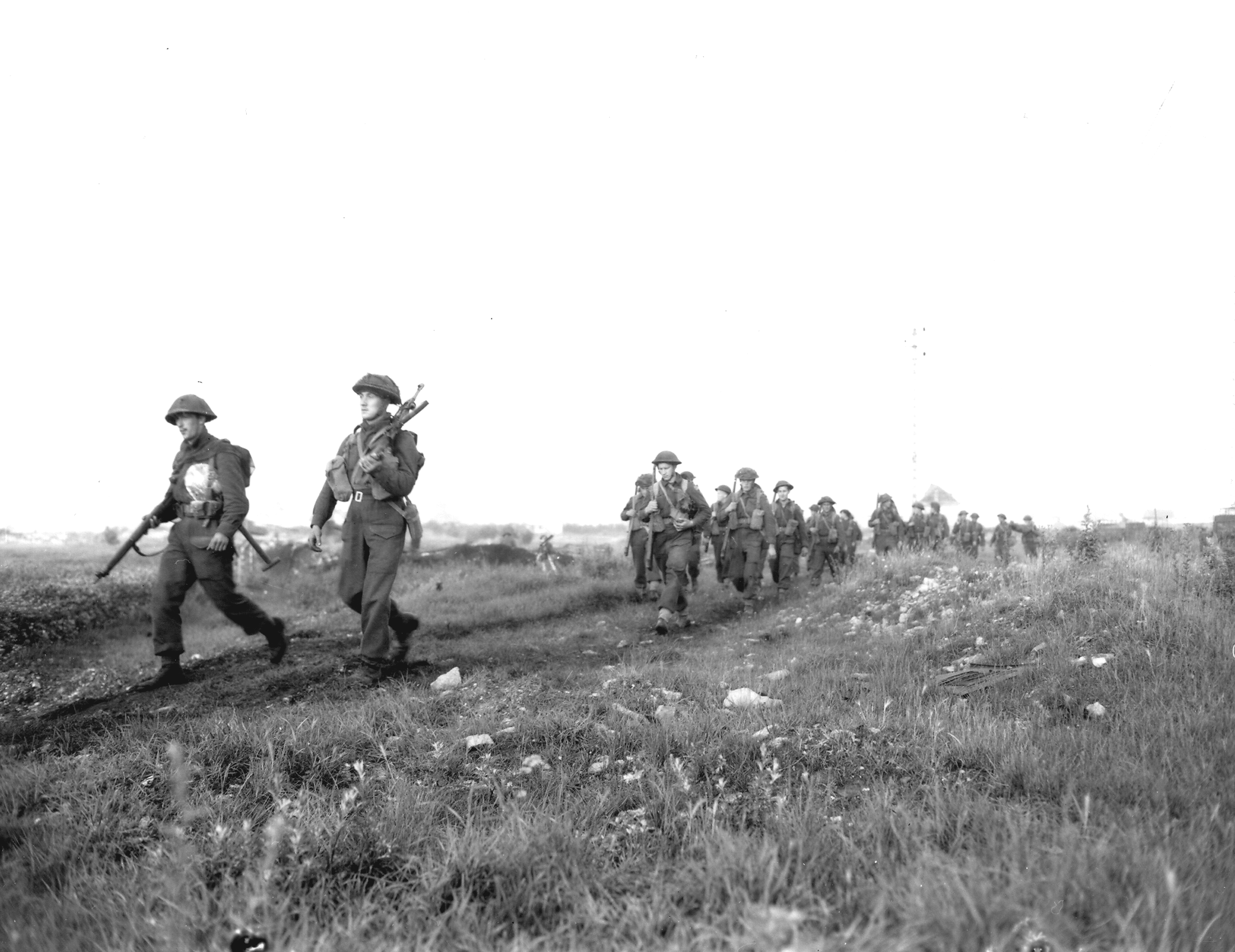
二战时期伊夫境内的加拿大士兵

根据法国地名学家阿尔贝·多扎的论述，“伊夫”一名最初于1078年以“Icium”的形式被记载，该名称来源于欧洲红豆杉或红豆杉属，可能与当地的自然植被景观有关。

## 历史
伊夫在古典时期就曾有人类活动，中世纪至近代长期为诺曼底地区的一个普通村落，法国大革命后，伊夫成为卡尔瓦多斯省的一个市镇。20世纪50年代起，随着卡昂的城市扩张，伊夫被规划建设为城市居民区，人口数量快速增加，连接伊夫和卡昂市区的轨道交通于2002年建成，2019年起改造为现代有轨电车。

## 地理

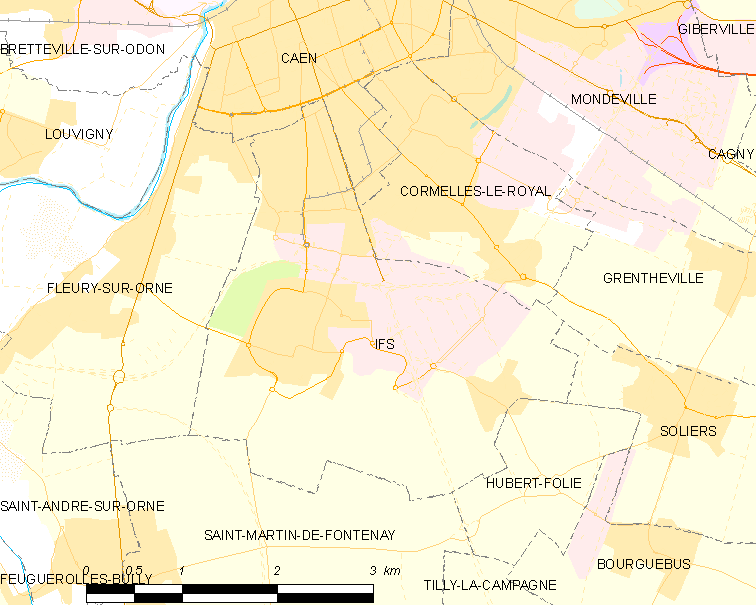
伊夫市镇范围地图

伊夫位于法国西北部，诺曼底大区西北部和卡尔瓦多斯省中部，距离省会卡昂大约6公里。与伊夫接壤的市镇包括：卡昂、科尔梅勒-勒鲁瓦亚勒、奥恩河畔弗勒里、格朗特维尔、索利耶、卡斯蒂讷昂普莱讷。

### 地形
伊夫位于诺曼底沿海平原腹地，境内以平原和浅丘为主，市镇中心地势自北向南缓慢抬升，全境海拔在19到61米之间。

### 水文
伊夫位于奥恩河流域，其境内无大型天然地表径流。

### 植被
伊夫属于温带阔叶混交林区，位于市镇中部的伊夫森林（Forêt d'ifs）是当地主要的城市绿地。
在鲜花城市的评比中，伊夫暂未被评级。

### 气候
伊夫在柯本气候分类法中属于温带海洋性气候。

## 行政区划
伊夫是法国诺曼底大区卡尔瓦多斯省的一个市镇，编号为14341。伊夫隶属于卡昂区和卡尔瓦多斯省第二选区，管理伊夫县，同时也是卡昂海滨城市公共社区的组成部分。
法国国家统计与经济研究所（简称）在进行数据统计时，将伊夫及相邻的另外23个市镇设为卡昂城市核心区，并将包括核心区在内的周边共223个市镇划为卡昂城市区。自2020年起，卡昂城市区被包含296个市镇的卡昂城市辐射区代替。此外，还将伊夫市镇分为了5个“块区”（IRIS），以便于统计人口分布情况。

## 交通

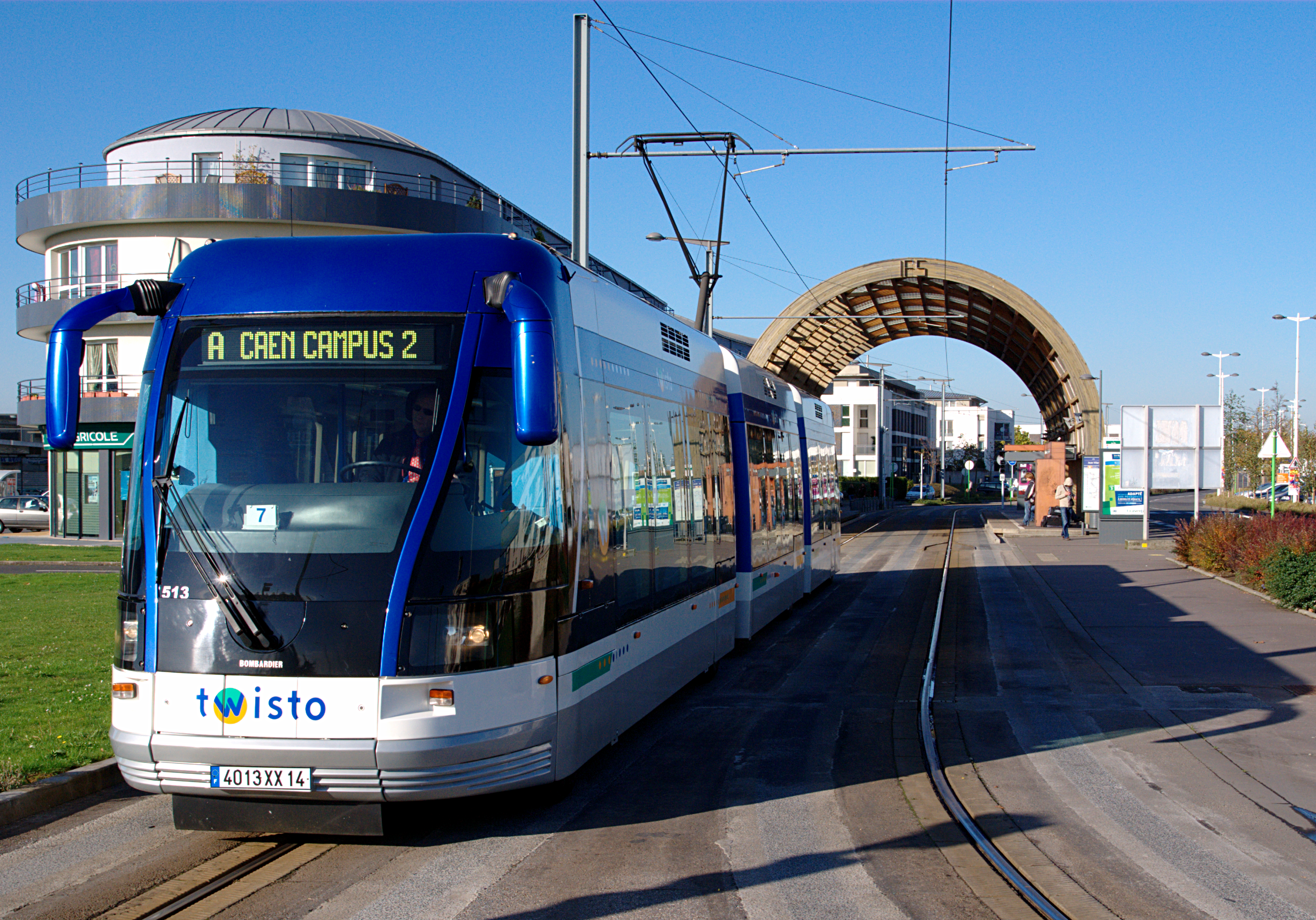
途径伊夫的导轨电车（拍摄于2008年，已于2019年重建）

### 公路
法国国道N814线（卡昂环城公路南段）经过伊夫并设有出入口，此外卡尔瓦多斯省省道D120线和D235线在伊夫境内交汇。
2018年，82.5%的伊夫家庭拥有至少一辆私人汽车。2019年，伊夫境内共发生各类交通事故6起，造成8人受伤。

### 铁路
距离伊夫最近的运营中的铁路客运车站为卡昂站，该站是诺曼底地区的一个铁路枢纽，开行前往巴黎、图尔、圣洛、瑟堡和鲁昂等方向的区域列车。

### 航空
距离伊夫最近的民用航空站为卡昂机场，距离伊夫市中心的公路里程约15公里。

### 城市公共交通
伊夫是卡昂城市公共交通（商业名称为）的服务范围，后者是卡昂滨海城市公共社区的城市公共交通系统。截至2021年12月，该系统共包括3条有轨电车线路和数十条公交线路，其中卡昂有轨电车T1线和公交3路、4路、30路、35路经过伊夫市镇范围内。

## 政治

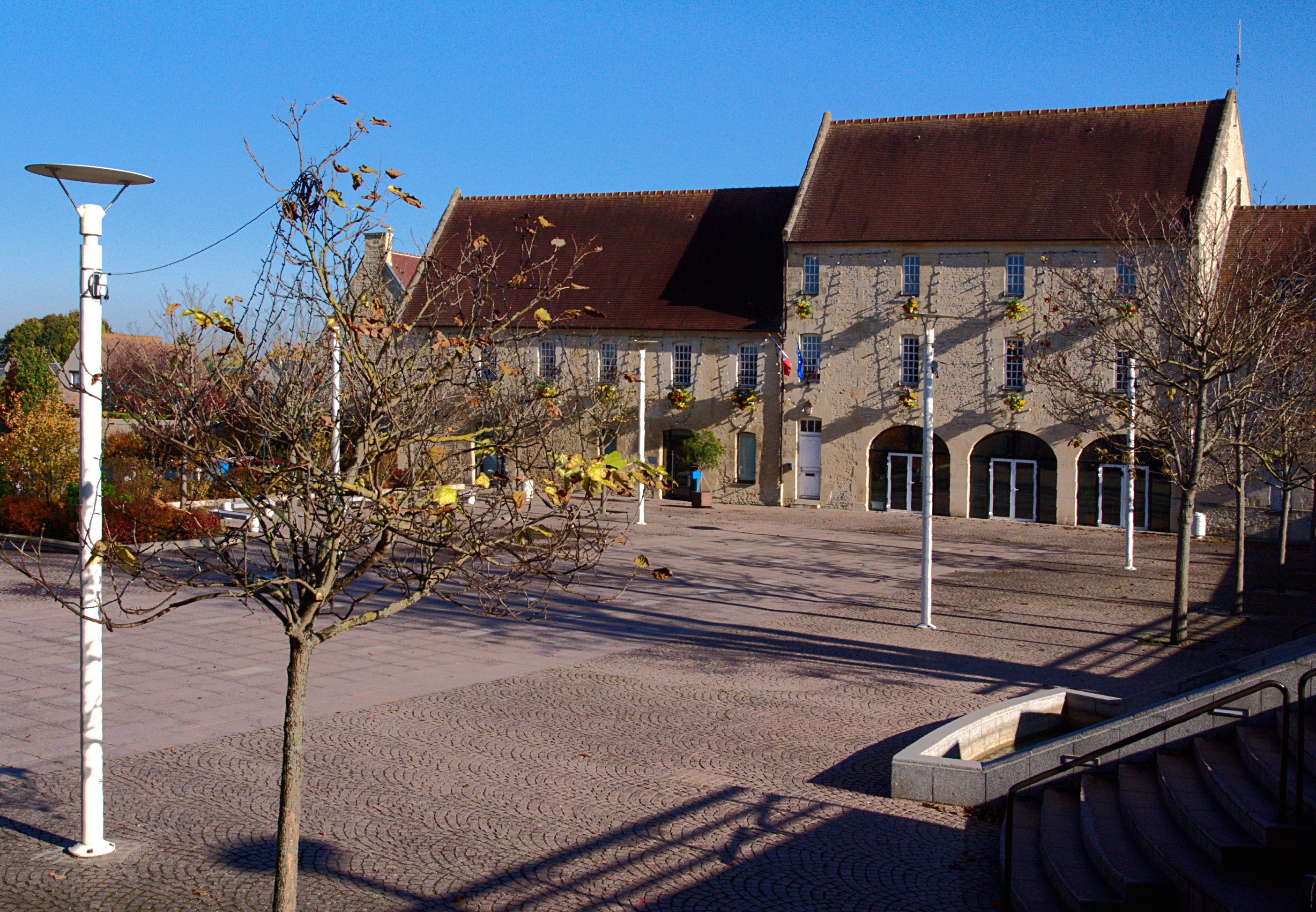
伊夫市政厅

伊夫的现任市长为米歇尔·帕塔尔-勒让德尔先生（Michel Patard-Legendre），他是一名右翼无党派人士，在2020年的市政选举中获得了.%的支持率。
在2017年的法国总统大选中，法国第25任总统埃马纽埃尔·马克龙在伊夫获得了.%的支持率。

## 人口
2018年，伊夫市镇人口数量为11,567，在法国排名第852位。其中男性5,628人，女性5,939人，75岁及以上人口占7.2%，外籍人口数量为2,691人，人口密度为1,277人/平方公里，当地居民被称为（男性）或（女性）。2019年，伊夫境内出生112人，死亡人口81人。
| 年份   | 1936 | 1946 | 1954  | 1962  | 1968  | 1975  | 1982  | 1990  | 1999  | 2006   | 2011   | 2016   | 2018   |
| ------ | ---- | ---- | ----- | ----- | ----- | ----- | ----- | ----- | ----- | ------ | ------ | ------ | ------ |
| 人口數 | 803  | 770  | 1,263 | 1,791 | 2,681 | 4,574 | 5,635 | 6,974 | 9,208 | 10,684 | 11,347 | 11,768 | 11,567 |

## 经济
截止2021年11月，伊夫共有各类用人单位（包含自雇）1,306家，平均历史为12年，其中96.76%为中小型企业（PME）。（电力安装）、（工程设备销售）及（电力安装）是当地2020年营业额最高的三个企业，分别为35,570,588欧元、29,015,754欧元和27,766,296欧元。

## 财政与居民收入
2019年，伊夫的财政收入总额为10,557,300欧元，财政支出总额为9,561,430欧元，当年的债务总额为4,087,610欧元。2021年，伊夫共获得2,058,690欧元的国家财政补助，比上一年减少了1.61%。
2019年，伊夫的人均月收入总额为2,071欧元，其中高级职员为3,612欧元，低于法国平均水平（4,230欧元）；中级职员为2,303欧元，低于法国平均水平（2,411欧元）；普通职员为1,683欧元，亦低于法国平均水平（1,740欧元）。
2018年，伊夫境内的青壮年（15至64岁）失业率为14.9%，当地47.9%的家庭拥有纳税资格，平均纳税2,592欧元，低于法国平均水平（3,910欧元）。

## 社会事务

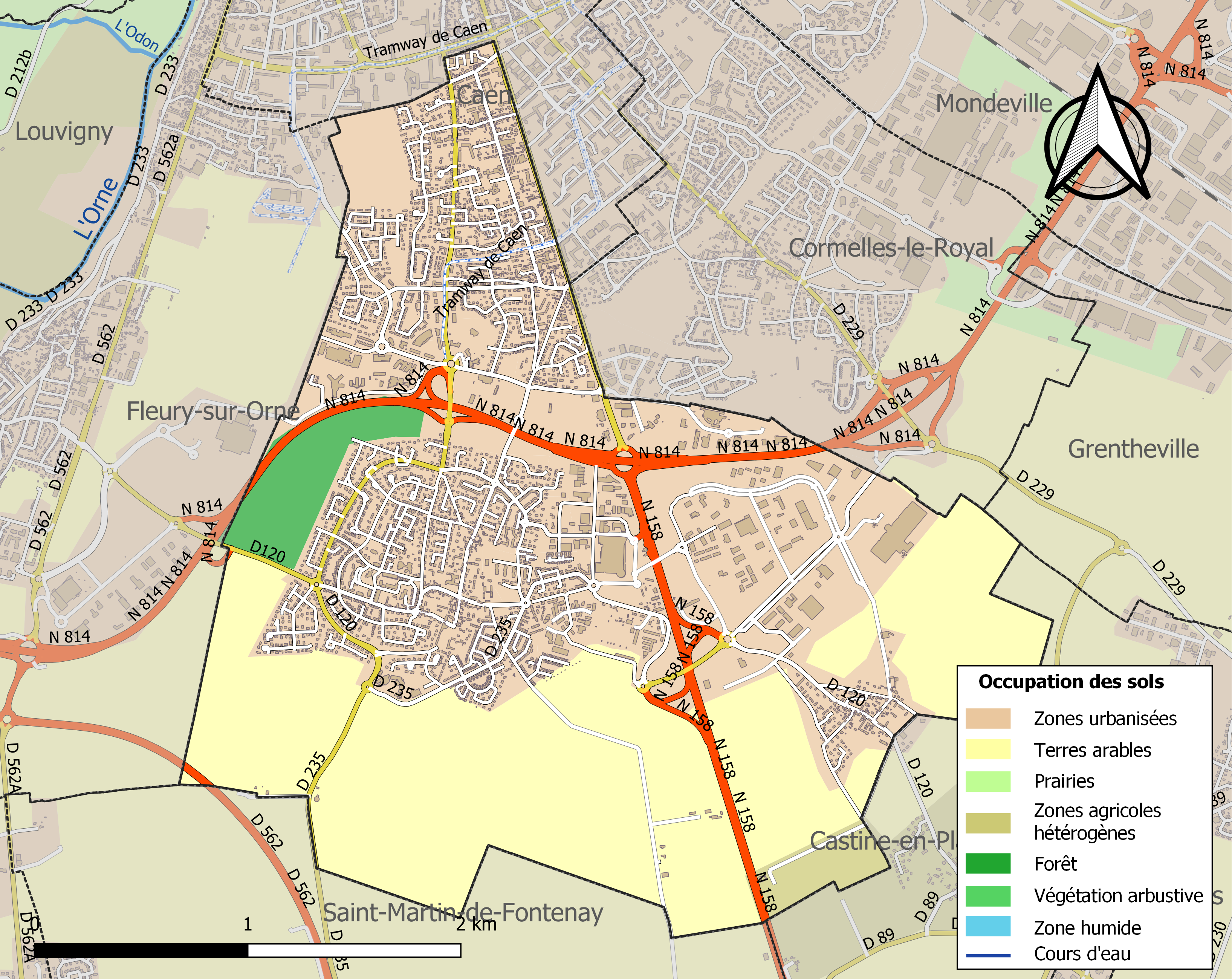
伊夫土地利用情况地图

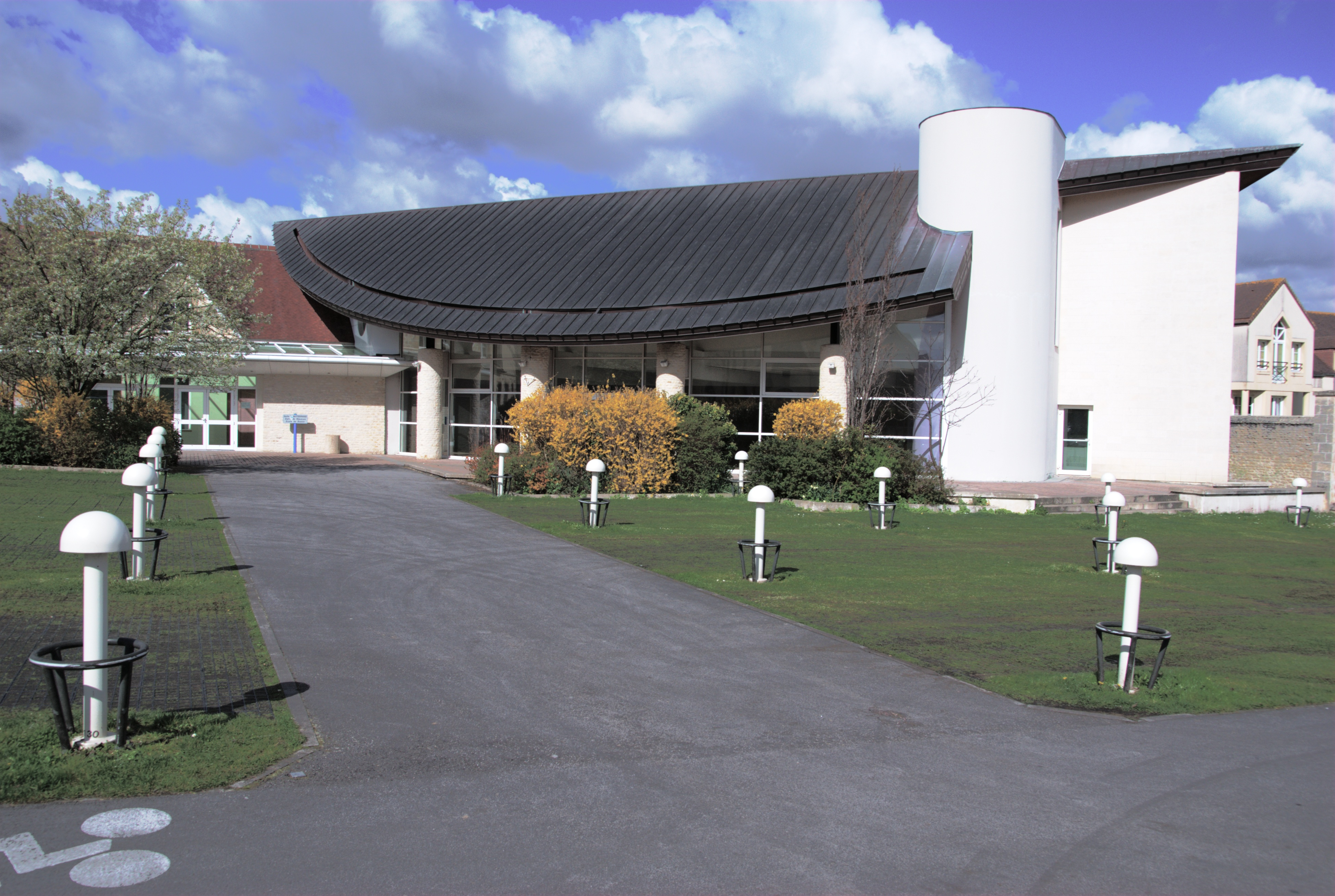
密特朗活动中心

### 教育
伊夫属于卡昂学区。截止2020年1月1日，伊夫境内共有2所幼儿园、3所小学、1所初级中学和1所普通高中。2018至2019学年度，伊夫境内共有在校中等教育阶段学生635名。

### 医疗
截止2020年1月1日，伊夫境内共有全科医生10名、保健师10名、牙医5名、护士14名和助产士2名。境内共有药房4家、养老院2家、残疾人帮扶中心4家。
距离伊夫最近的区域性医疗机构为卡昂大学中心医院，其主病区位于卡昂市区北部，设有床位1,516个，是当地规模最大的公立综合性医院，距离伊夫的正常车程在15分钟以内。

### 住房
2018年，伊夫境内共有各类住房5,212套，其中60.6%为独立式居民区，38.8%为集中式居民区。常住房屋占伊夫市镇范围内居民建筑总量的95.6%。
在住房保障政策方面，2020年，伊夫境内共有1,356户家庭获得了住房经济补助，受益人数占总人口数量的11.7%，其中1,309份为房租补助。

### 商业
2019年，伊夫境内共有各类实体商铺252家，其中餐厅29家、大型超市5家、杂货店3家、面包房6家、肉铺4家、书店2家、银行门店6家、美容美发店12家、汽车维修店20家。市区内建有一家Super U超市和一家E. Leclerc超市。

### 体育
2020年，伊夫境内共有4间体育馆、5处网球场、4处足球或橄榄球场以及2处篮球或排球场。
截至2021年12月，伊夫境内共有四家注册足球俱乐部，其中伊夫体育联盟（AS Ifs）是当地的代表性足球队，2021至2022赛季参加诺曼底大区足球联赛。

### 环境
伊夫的环境事务由其所属的公共社区负责。2019年，伊夫境内暂无污染企业。

### 治安
伊夫所在地是卡昂宪兵总队的管辖范围。2020年，该宪兵总队辖区内共18个市镇累计发生各类案件9,732起，其中盗窃类案件4,880起，经济类案件1,368起，毒品交易类案件499起。

## 文化

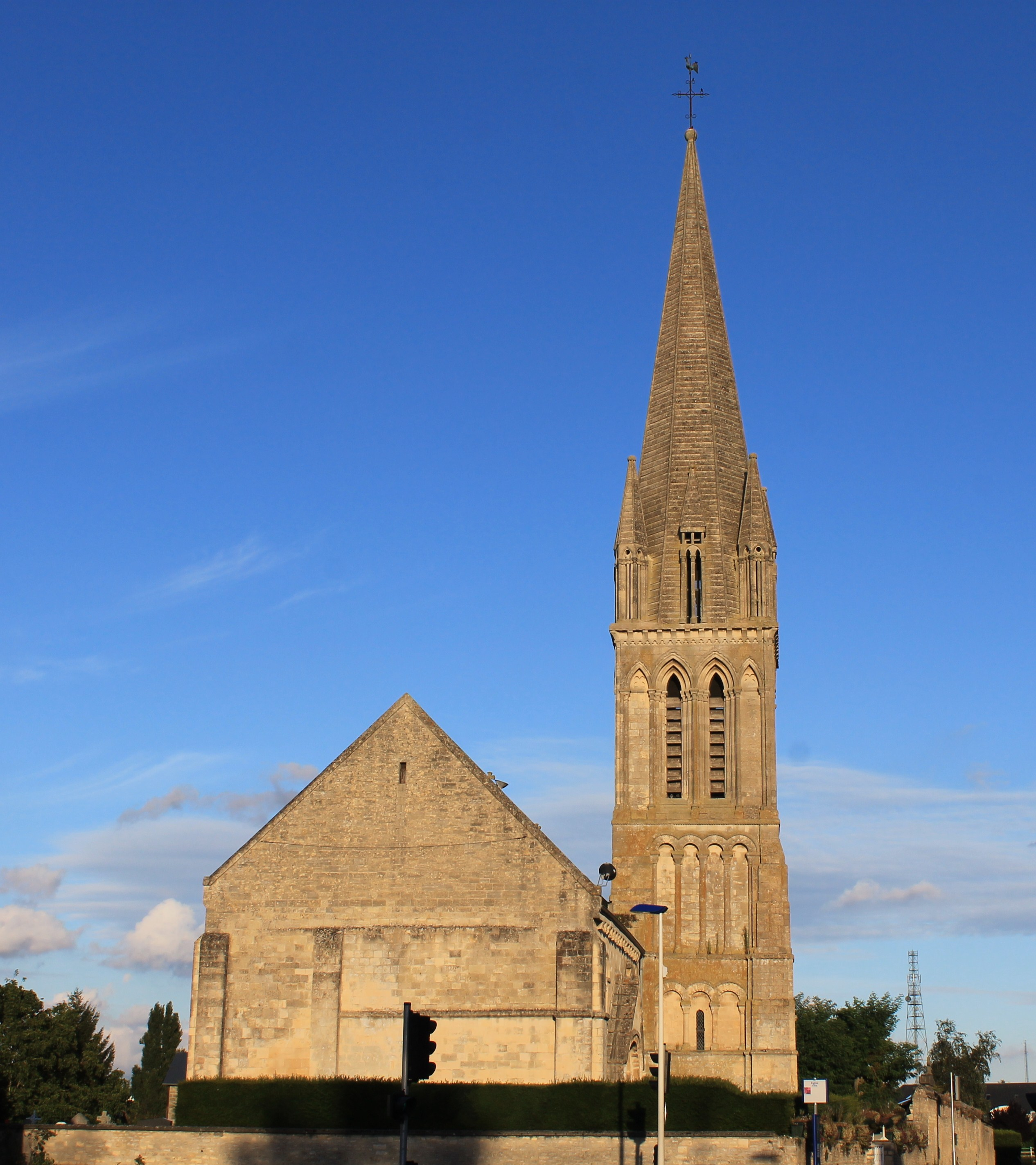
伊夫圣安德烈教堂

2020年，伊夫境内共有1家剧场。伊夫市政府提供多媒体中心，向公众全年开放。

### 建筑
伊夫境内有多处历史建筑，其中伊夫圣安德烈教堂等为当地的地标性建筑物，也是法国国家历史文物保护单位。

### 旅游
伊夫的旅游事务由其所属的公共社区负责。2021年，伊夫境内共有3家酒店共计161间房间。

### 媒体
法国主要的媒体均可在伊夫接收，法国电视三台下属的诺曼底大区频道在部分时段播出伊夫所属区域的地方新闻。

## 友好城市
截至2021年12月，伊夫共与一座城市互为友好城市关系：
- 英格兰 伊尔弗勒科姆